# Seznam moravských šlechtických rodů, M
Tento seznam obsahuje výčet šlechtických rodů, které byly v minulosti spjaty s Markrabstvím moravským. Podmínkou uvedení je držba majetku, která byla v minulosti jedním z hlavních atributů šlechty, případně, zejména u šlechty novodobé, jejich služby ve státní správě na území Moravy či podnikatelské aktivity. Platí rovněž, že u šlechty, která nedržela konkrétní nemovitý majetek, jsou uvedeny celé rody, tj. rodiny, které na daném území žily alespoň po dvě generace, nejsou tudíž zahrnuti a počítáni za domácí šlechtu jednotlivci, kteří na Moravě vykonávali pouze určité funkce (politické, vojenské apod.) po přechodnou či krátkou dobu. Nejsou rovněž zahrnuti církevní hodnostáři z řad šlechty, kteří pocházeli ze šlechtických rodů z jiných zemí.

## M
- Magnisové[1]
- Mannerové zu Mätzelsdorf[1]
- Matauschek von Benndorf
- z Medlova
- Mejnušové z Prus, Mejlic a Mlékovic[2]
- Mensdorff-Pouillyové[1]
- Merklové[1]
- Mitrovští z Mitrovic a Nemyšle
- Mundyové[3]
- Münichové z Altenburka[4]
- Muserové z Adlerstadtu[4]
- z Myšlan[2]